# HRRN 스케줄링
최상 응답 비율 순서(Highest response ratio next, HRRN) 스케줄링은 프로세스 처리의 우선 순위를 CPU 처리 기간과 해당 프로세스의 대기 시간을 동시에 고려해 선정하는 스케줄링 알고리즘이다. SJF 스케줄링의 문제점을 보완해 개발된 스케줄링이다.
HRRN 스케줄링에서 우선순위(Priority)를 결정하는 식은 다음과 같다.
{\displaystyle Priority={\frac {waiting\ time+estimated\ run\ time}{estimated\ run\ time}}}
(waiting time: 대기 시간, estimated run time: 처리 시간)

## 같이 보기
- 최소 잔류 시간 우선 스케줄링